# Llucmajor (metrostation)
Llucmajor is een metrostation van de metro van Barcelona en wordt aangedaan door lijn 4 en werd geopend in 1982 toen de lijn werd uitgebreid van Guinardó | Hospital de Sant Pau (toentertijd Guinardó) tot Via Júlia (toentertijd Roquetes genoemd). 
De naam station Llucmajor komt van het plein waar deze aan ligt, Plaça de Llucmajor. Dit is oude naam van het centrale plein van dit district, Plaça de la República. Het station ligt onder Passeig de Verdum, tussen de straten carrer de Lorena en carrer de Formentor, en heeft ingangen vanaf die kruising en vanaf Jardins d'Alfàbia. In de toegangshal zit een barretje.